# گولدا مارکوس
گولدا مارکوس (به انگلیسی: Golda Marcus) (زادهٔ ۱۵ مارس ۱۹۸۳) شناگر اهل السالوادور است.